# Nagyvirágú laputurbolya
Az Orlay-murok vagy nagyvirágú laputurbolya (Orlaya grandiflora) az ernyősvirágzatúak (Apiales) rendjébe, és a zellerfélék (Apiaceae) családjába tartozik.

## Származása, elterjedése

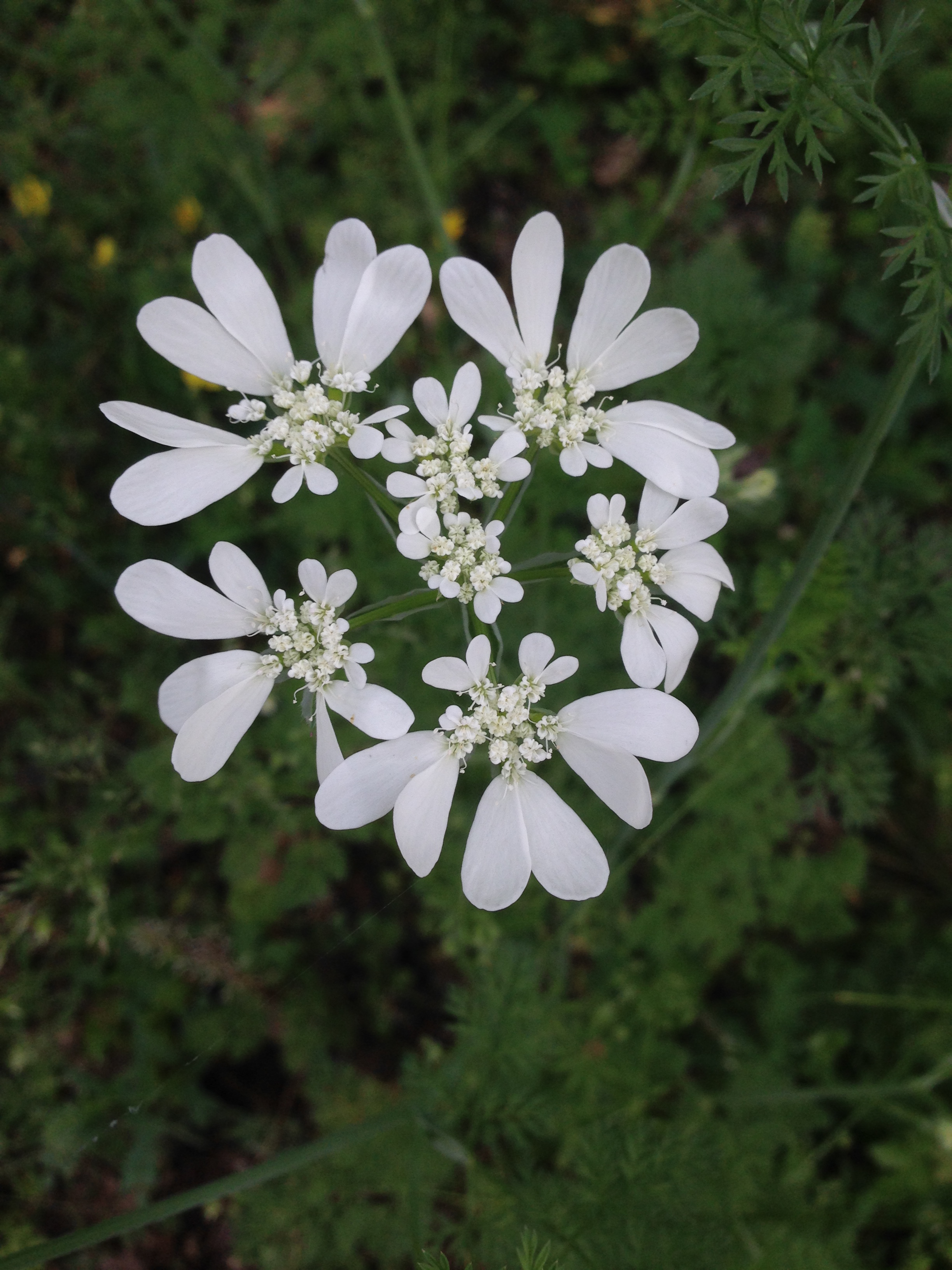
Orlaya grandiflora virágzata (Pilis, Magyarország)

Sziklás vagy cserjés helyeken, útszélek, erdőszéleken, jó vízelvezetésű talajokon. Európában általánosan elterjedt növény (Albánia, Ausztria, Belgium, Bulgária, Kréta, Csehország, Franciaország, Németország, Görögország, Svájc, Spanyolország, Szerbia, Szlovákia, Magyarország, Olaszország, Románia, Krím, Oroszország, Kaukázus, Algéria, Törökország).

## Megjelenése, felépítése
A nagyvirágú laputurbolya 25–80 cm magas, szára kopasz, gyöngén barázdált. Alsó levelei gyéren szőrösek; 3—4-szer szárnyasak; a levélkék szeletei többnyire csak 1 mm szélesek. Gallérja és gallérkája többlevelű. Pártája fehér, a szélső szirmok igen nagyok (10–13 mm), mélyen bemetszettek. A virágzat emiatt feltűnőbb lesz a megporzást végző rovarok számára, melyek általában portyájuk során elsősorban a virágok kontúrját érzékelik. A nagyobb szirmok miatt ezek a virágok a belső, kisebb virágoktól eltérően zigomorf szimmetriát mutatnak és meddők. Terméskéi 8 mm. hosszúak, merev sertéktől borzasok. Júniustól októberig virágzik.

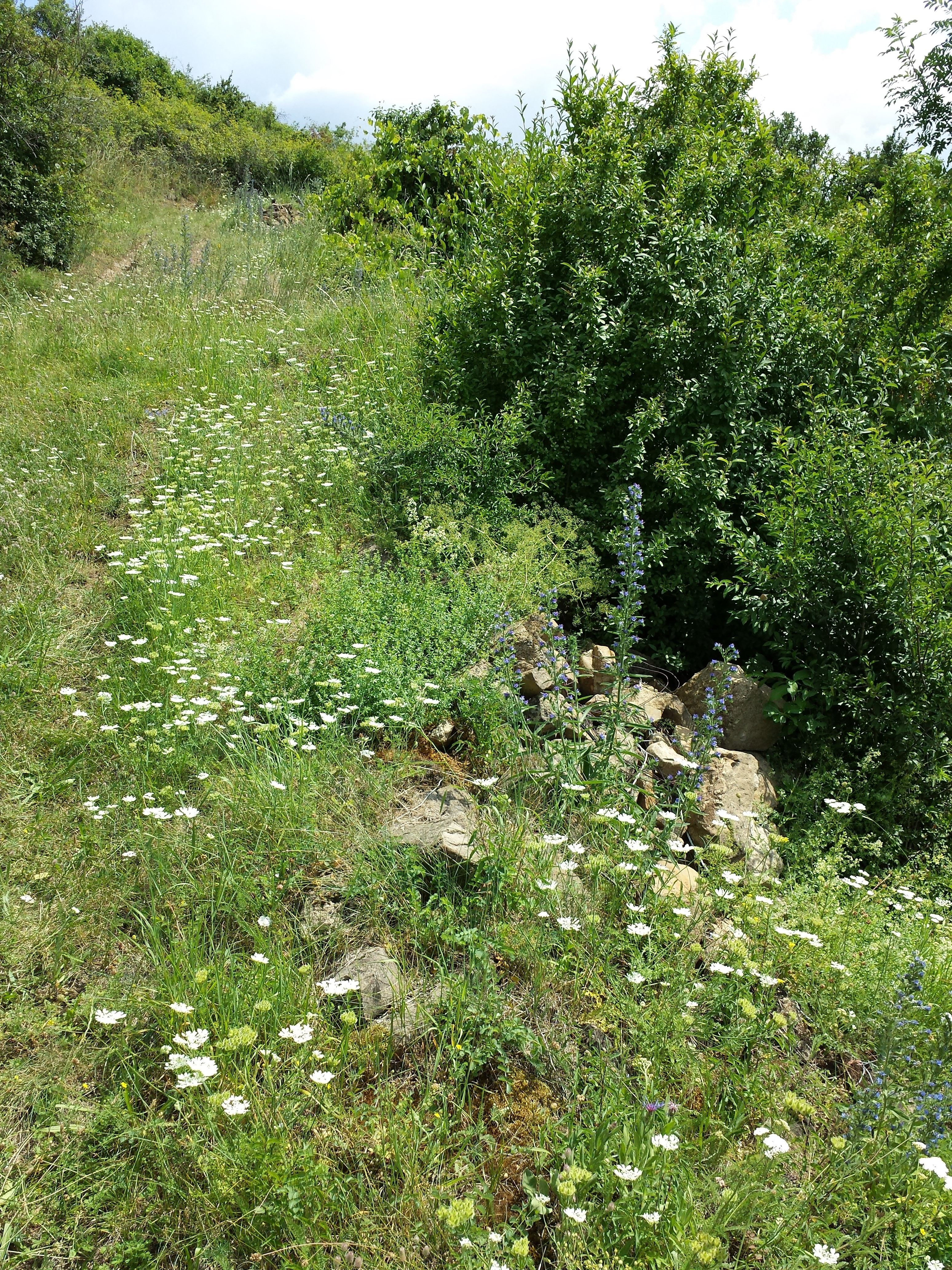
nagyvirágú laputurbolya élőhelye
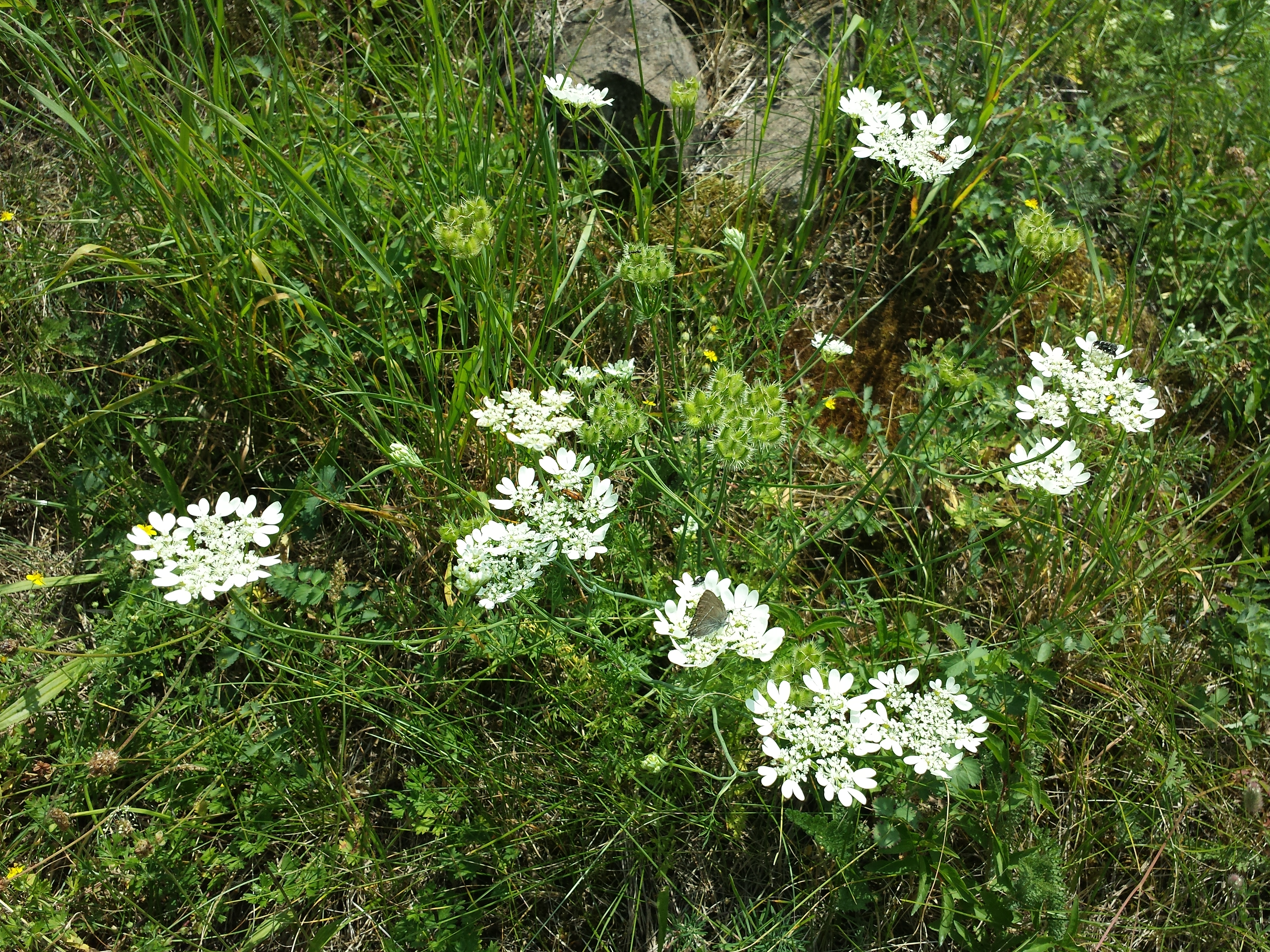
nagyvirágú laputurbolya
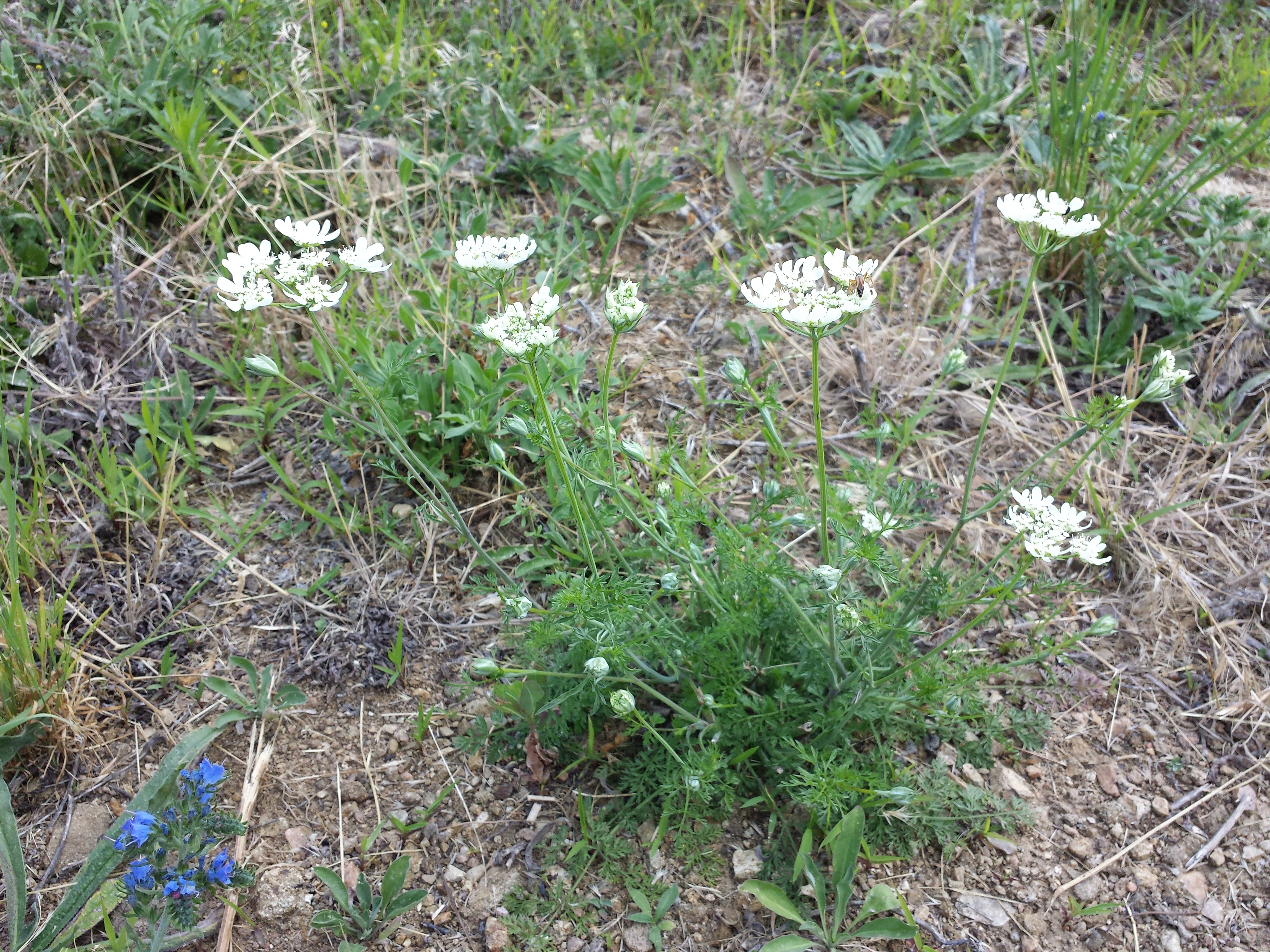
nagyvirágú laputurbolya
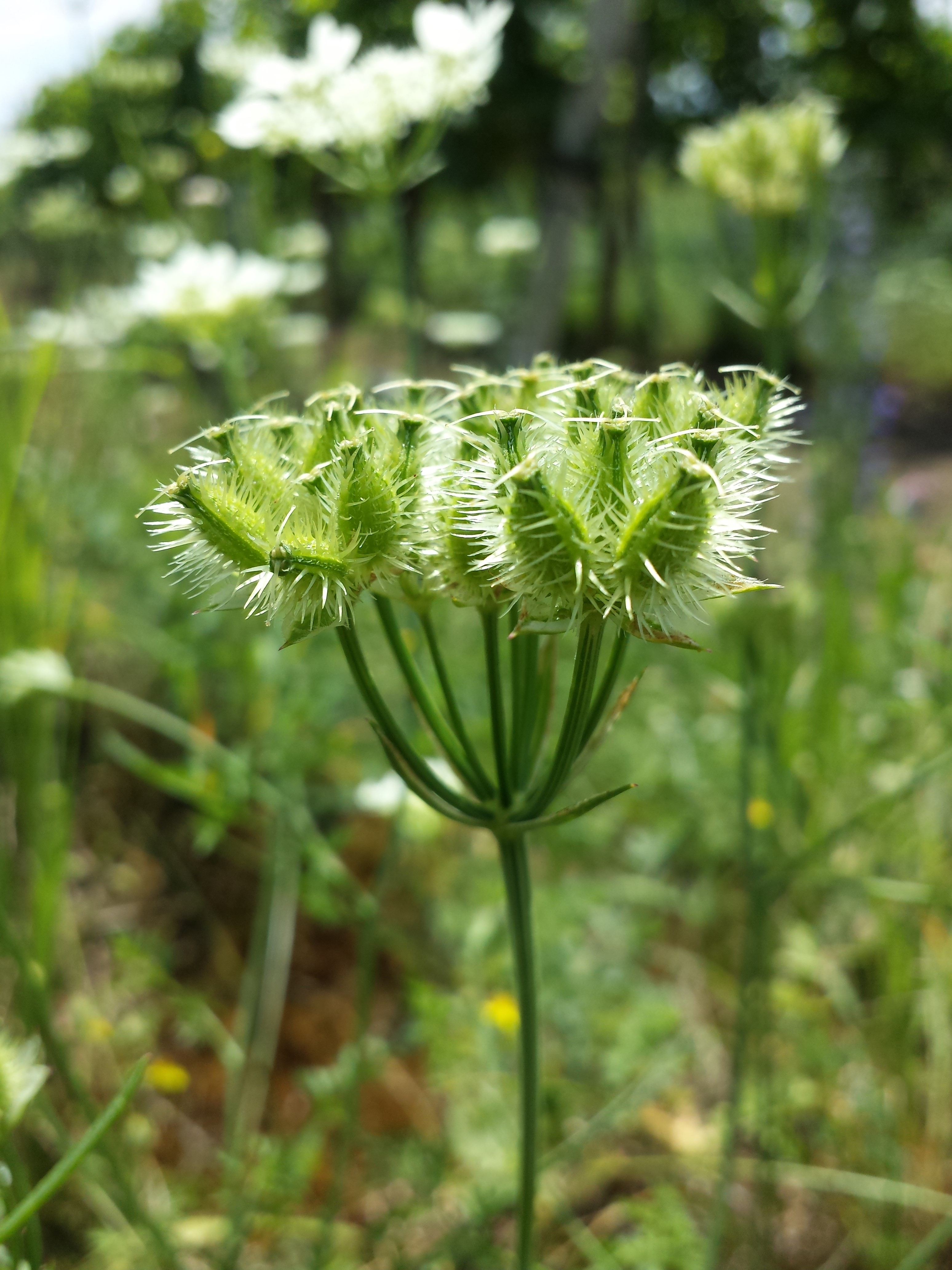
nagyvirágú laputurbolya termése